# اداره (مجموعه تلویزیونی شیلیایی)
اداره یک مجموعه تلویزیونی کمدی شیلیایی است که در سال ۲۰۰۸ با اقتباس از مجموعه بریتانیایی اداره ساخته شد.این مجموعه فقط یک فصل ۱۲ قسمتی داشت و پس از آن ساخت آن لغو شد.